# Lac Washoe
Le lac Washoe (en anglais, Lake Washoe) est un lac américain situé dans l'État du Nevada, à environ 7 km au nord de la capitale de l'État Carson City et à environ 10 km au nord-est du lac Tahoe, le plus grand lac alpin d'Amérique du Nord..
Les rives sud et est du lac sont occupés par le Washoe Lake State Park.